# Let Me Love You
«Let Me Love You» —en español: «Déjame amarte»— es una canción grabada por el productor de música electrónica francés DJ Snake, publicada como el tercer sencillo de su álbum de estudio debut, Encore (2016). Cuenta con la colaboración vocal del cantante canadiense Justin Bieber. La canción fue escrita por William Grigahcine, Justin Bieber, Andrew Vatio, Ali Tamposi, Brian Lee, y Louis Bell, mientras que la producción estuvo a cargo de Grigahcine. Fue lanzada al mercado musical el 5 de agosto de 2016, a través de Interscope Records.La cantante surcoreana CL y la cantante estadounidense Kiiara grabaron un demo de la canción.

## Composición
Let Me Love You está escrito en la clave de Mi bemol mayor con un tempo de 100 PPP en tiempo común. La canción sigue una progresión de acordes de Cm7 - E♭ - E♭ / G - A♭ - E♭ / G - A♭, y las voces de Bieber abarcan de C4 a B♭5.

## Posicionamiento en listas
| Lista (2016–17)                             | Mejor posición |
| ------------------------------------------- | -------------- |
| Argentina (Monitor Latino)                  | 4              |
| Australia (ARIA)                            | 2              |
| Austria (Ö3 Austria Top 40)                 | 4              |
| Bélgica (Flandes) (Ultratop 50)             | 6              |
| Bélgica (Valonia) (Ultratop 50)             | 2              |
| Brasil (Brasil Hot 100)                     | 4              |
| Canadá (Canadian Hot 100)                   | 4              |
| Colombia (National-Report)                  | 30             |
| República Checa (Rádio Top 100)             | 2              |
| República Checa (Singles Digitál Top 100)   | 1              |
| Dinamarca (Tracklisten)                     | 3              |
| Finlandia (OFC)                             | 1              |
| Francia (SNEP)                              | 1              |
| Alemania (Media Control AG)                 | 1              |
| Hungría (Dance Top 40)                      | 15             |
| Hungría (Rádiós Top 40)                     | 3              |
| Hungría (Single Top 40)                     | 3              |
| Irlanda (IRMA)                              | 2              |
| Italia (FIMI)                               | 1              |
| Japón (Japan Hot 100)                       | 92             |
| Líbano (Lebanese Top 20)                    | 3              |
| Malasia (RIM)                               | 16             |
| México (Monitor Latino)                     | 1              |
| Países Bajos (Dutch Top 40)                 | 1              |
| Países Bajos (Mega Single Top 100)          | 1              |
| Nueva Zelanda (Recorded Music NZ)           | 3              |
| Noruega (VG-lista)                          | 1              |
| Philippines (Philippine Hot 100)            | 72             |
| Polonia (Polish Airplay Top 100)            | 2              |
| Portugal (AFP)                              | 1              |
| Russia Airplay (Tophit)                     | 1              |
| Escocia (Scottish Singles Sales Chart)      | 1              |
| Eslovaquia (Rádio Top 100)                  | 6              |
| Eslovaquia (Singles Digitál Top 100)        | 1              |
| España (Top 100 Canciones)                  | 2              |
| España (LOS40)                              | 1              |
| Suecia (Sverigetopplistan)                  | 2              |
| Suiza (Schweizer Hitparade)                 | 1              |
| Reino Unido (UK Singles Chart)              | 2              |
| Reino Unido (UK Dance Chart)                | 2              |
| Estados Unidos (Billboard Hot 100)          | 4              |
| Estados Unidos (Adult Contemporary)         | 6              |
| Estados Unidos (Adult Top 40)               | 4              |
| Estados Unidos (Hot Dance Club Songs)       | 19             |
| Estados Unidos (Hot Dance/Electronic Songs) | 2              |
| Estados Unidos (Mainstream Top 40)          | 2              |
| Estados Unidos (Rhythmic)                   | 4              |

## Certificaciones
| País           | Organismo certificador | Certificación | Ventas certificadas | Ref.   |
| -------------- | ---------------------- | ------------- | ------------------- | ------ |
| Alemania       | BVMI                   | 2× Platino    | 800 000             | [ 54 ] |
| Australia      | ARIA                   | 9× Platino    | 630 000             | [ 55 ] |
| Bélgica        | BEA                    | 2× Platino    | 40 000              | [ 56 ] |
| Brasil         | ABPD                   | Diamante      | 250 000             | [ 57 ] |
| Canadá         | CRIA                   | Platino       | 80 000              | [ 58 ] |
| Dinamarca      | IFPI — Dinamarca       | 2× Platino    | 180 000             | [ 59 ] |
| España         | PROMUSICAE             | 3× Platino    | 120 000             | [ 60 ] |
| Estados Unidos | RIAA                   | 5× Platino    | 5 000 000           | [ 61 ] |
| Italia         | FIMI                   | 6× Platino    | 300 000             | [ 62 ] |
| Francia        | SNEP                   | Diamante      | 250 000             | [ 63 ] |
| México         | AMPROFON               | 9× Diamante   | 2 700 000           | [ 64 ] |
| Noruega        | IFPI — Noruega         | 4× Platino    | 240 000             | [ 65 ] |
| Nueva Zelanda  | RMNZ                   | 2× Platino    | 60 000              | [ 66 ] |
| Polonia        | ZPAV                   | Diamante      | 100 000             | [ 67 ] |
| Portugal       | AFP                    | 4× Platino    | 40 000              | [ 68 ] |
| Reino Unido    | BPI                    | 3× Platino    | 1 800 000           | [ 69 ] |
| Suecia         | IFPI — Suecia          | 5× Platino    | 200 000             | [ 70 ] |
| Streaming      |                        |               |                     |        |
| Japón          | RIAJ                   | Plata         | 30 000 000          | [ 71 ] |